# Virginia Cherrill
Virginia Cherrill (12 de abril de 1908 - 14 de noviembre de 1996) fue una actriz estadounidense, conocida por su papel de vendedora de flores invidente en la película de Charles Chaplin, Luces de la ciudad, del año 1931. Es también conocida como Lady Child-Villiers, condesa de Jersey, debido a su matrimonio con un noble inglés en los años 40.

## Biografía
Nació en una granja en el pueblo de Carthage, en Illinois, hija de James y Blanche Cherrill. Se trasladó a Hollywood, donde conoció a Chaplin cuando él se sentó cerca de ella en un camerino. Le hizo una prueba para la película Luces de la ciudad, en la que logró el papel por el que es hoy conocida. Durante el rodaje de la película surgieron roces entre ambos actores. Incluso Chaplin se llegó a plantear apartar del rodaje a la actriz, y volver a rodar las escenas de su papel con la actriz Georgia Hale. Sin embargo, como consideraba que ya se había gastado demasiado dinero en la película, decidió continuar con la participación de Virginia Cherrill, quien aconsejada por su amiga Marion Davies solicitó a Chaplin un aumento de sueldo. Chaplin no tuvo otra opción que concedérselo.
Tras esta aparición, se granjeó nuevos papeles, como por ejemplo el que consiguió junto a Janet Gaynor, en el musical de Gershwin, Delicious. Sin embargo, en 1936 abandonó su carrera cinematográfica.
Cherrill contrajo matrimonio en cuatro ocasiones. Su segundo marido fue el actor Cary Grant, con quien estuvo casada entre 1934 y 1935. Su tercer marido fue el noveno conde de Jersey, Georges Child-Villiers. Su cuarto matrimonio con Florian Martini fue el más duradero, con quien vivió en Santa Bárbara (California), hasta que falleció en 1996, a la edad de 88 años.